# غرشاسب

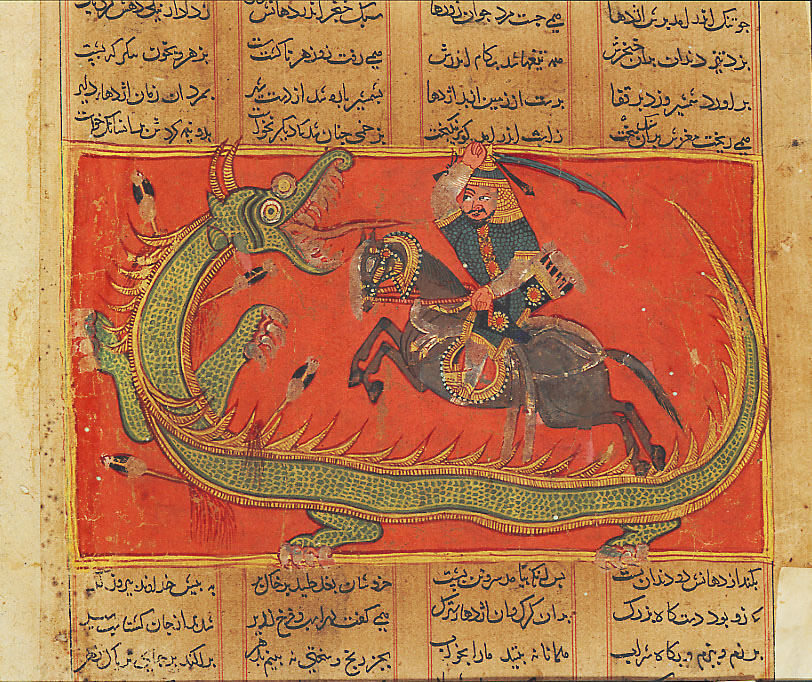

كرشاسب أو غرشاسب (بالفارسية: گرشاسب) من الأساطير الإيرانية الدينية والتاريخية وقد ذُكر اسمه في الروايات والتواريخ.
تختلف الروايات هنا كما اختلفت في نوذر. فبعض المؤلفين لا يذكر غرشاسب وبعضهم يذكره وزيرا أو شريكا لزو بن طهماسب.في فارس نامه أنه كان صديق زوّ أو شريكه أو ابنه أو حفيده. وفي الإشراف والتنبيه أن زوّا ملك ثلاث سنين وغرشاسب ملك ثلاثا. وفي الغرو للثعالبى أن زابا(زوّ) كان منفردا بالعمارة وغرشاسب منفردا بالحرب. ويقول حمزة الأصفهانى: « وفي أيام مملكة زوّ ملك كرشاسب».
و يقول الطبري:« وكان له(لزوّ) غرشاسپ بن أثرط موازرا له ملكه. ويقل بعضهم كان زوّ وغرشاسب مشتركين في الملك. والمعروف من أمر هما أن الملك كان لزوّ بن طهماسب وأن كرشاسب كان له موازرا ومعينا. وكان غرشاسب عظيم الشأن في أهل فارس غير أنه لم يملك».
و يمكن تبين هذا الاضطراب في الشاهنامه. فهي تصف في أبيات قليلة تملك غرشاسب.
و مهما تختلف الكتب في أمر الملك غرشاسب ففى الأساطير القديمة بطل من أعظم أبطال إيران اسمه كِرِساسپه هو منبع أساطير كثيرة.و أجمل هنا مآثره وسيرته العجيبة:
في الأفستا:« نعبد روح كرساسپه الساما المقدّس حامل المقمعة ذى الضفائر».
و في مو الساما المقدّس حامل المقمعة ذى الضفائر». وفي موضع آخر أن المجد الإلهى حينما فارق جمشيد المرة الثالثة أخذه كرساسپه الجرئ أشدّ الرجال بعد زَرتُشترا إلخ».
و يعدّ من مآثره في الابستاق قتل الثعبان سرقَرا الذي كان يبتلع الخيل والناس، والثعبان الأصفر الذي يفيض السم الأصفر غزيرا فوقه. والذي ان كرساسپه يطبخ طعامه فوقه في قدر.